# رؤوف عبد العزيز
رؤوف عبد العزيز (20 مارس 1978 -) هو مصور سينمائي ومخرج مصري.

## مسيرته
بدايته كمصور في فيلم معالي الوزير للمخرج سمير سيف، أعقبه بـ إسكندرية - نيويورك (فيلم) للمخرج الكبير يوسف شاهين، ثم (انت عمري، ويجا، خيانة مشروعة) للمخرج خالد يوسف، وأوقات فراغ لـمحمد مصطفى، كما عمل مساعد مصور في فيلم 45 يوم لـ أحمد يسري، بعدها عمل كمدير تصوير في عديد من المسلسلات، مثل: الرحايا، قصة حب (مسلسل 2010)، الشوارع الخلفية (مسلسل 2011)، كاريوكا (مسلسل)، باب الخلق (مسلسل)، العراف، ومسلسل صاحب السعادة، بالإضافة إلى العديد من الأفلام، مثل: الغابة (فيلم)، حلم العمر، عائلة ميكي (فيلم)، عشم، وفيلم المعدية، وخاض تجربه الإخراج لأول مرة من خلال مسلسل الف ليلة وليلة،ثم مسلسل أبو البنات ثم طاقة نور (مسلسل) واستمر عمله كمخرج ومدير تصوير لأعمالها الجديدة معاً كما في مسلسل ألف ليلة وليلة.

## أعماله

### تصوير
سر إلهي/ بالقانون
2024 - مسلسل
مدير التصوير
ستهم
2023 - مسلسل
مدير تصوير
دوبامين
2022 - مسلسل
مدير التصوير
سوشيال
2022 - مسلسل
مدير التصوير
الطاووس
2021 - مسلسل
مصور
قمر هادي
2019 - مسلسل
مصور
حفلة 11
2018 - برنامج
إشراف عام على الإضاءة والتصوير
فوق السحاب
2018 - مسلسل
مدير التصوير
كارما
2018 - فيلم
مدير التصوير
طاقة نور
2017 - مسلسل
مدير التصوير
أبو البنات
2016 - مسلسل
مدير التصوير
ألف ليلة وليلة
2015 - مسلسل
مدير التصوير
المعدية
2014 - فيلم
مدير التصوير
صاحب السعادة
2014 - مسلسل
مدير التصوير
واحد صعيدي
2014 - فيلم
مدير التصوير
الداعية
2013 - مسلسل
مدير التصوير
العراف
2013 - مسلسل
مدير التصوير
باب الخلق
2012 - مسلسل
مدير التصوير
شمس الأنصاري
2012 - مسلسل
مدير التصوير
عشم
2012 - فيلم
مصور
كاريوكا
2012 - مسلسل
مدير التصوير
وبعد الطوفان
2012 - فيلم
مدير التصوير
الشوارع الخلفية
2011 - مسلسل
مدير التصوير
عائلة ميكي
2010 - فيلم
مدير التصوير
قصة حب
2010 - مسلسل
مدير التصوير
محترم إلا ربع
2010 - فيلم
مصور
الرحايا حجر القلوب
2009 - مسلسل
الصورة
شاهين ليه
2009 - مسلسل
مصور إنترفيو
الغابة
2008 - فيلم
مدير التصوير
بلد البنات
2008 - فيلم
مدير التصوير
حلم العمر
2008 - فيلم
مدير التصوير
٤٥ يوم
2007 - فيلم
مساعد مصور
الحب كده
2007 - فيلم
مدير التصوير
أوقات فراغ
2006 - فيلم
مصور
خيانة مشروعة
2006 - فيلم
مصور
إنت عمري
2005 - فيلم
مصوّر
سهر البنات
2005 - فيلم
مساعد مصور
نقاوة
2005 - فيلم
مساعد مصور
ويجا
2005 - فيلم
مصور
إسكندرية نيويورك
2004 - فيلم
مصور
فرح فرح
2003 - مسلسل - فوازير
مصور
خريف آدم
2002 - فيلم
مساعد مصور
معالي الوزير
2002 - فيلم
مصور
لو كان ده حلم
2001 - فيلم
مساعد مصور
العيلة الكبيرة
0 - مسلسل
تصوير

### إخراج
سر إلهي/ بالقانون
2024 - مسلسل
مخرج
عيسى
2024 - فيلم
مخرج
فوبيا
2024 - مسلسل
مخرج
تياترو
2023 - مسلسل
مخرج
ستهم
2023 - مسلسل
مخرج
الباب الأخضر
2022 - فيلم
مخرج
انحراف
2022 - مسلسل
مخرج
دوبامين
2022 - مسلسل
مخرج
سوشيال
2022 - مسلسل
مخرج
فارس
2022 - فيلم
مخرج
الطاووس
2021 - مسلسل
مخرج
حملة فرعون
2019 - فيلم
مخرج
قمر هادي
2019 - مسلسل
مخرج
فوق السحاب
2018 - مسلسل
مخرج
طاقة نور
2017 - مسلسل
مخرج
نصيبي وقسمتك 2
2017 - مسلسل
مخرج
أبو البنات
2016 - مسلسل
مخرج
نصيبي وقسمتك
2016 - مسلسل
مخرج
ألف ليلة وليلة
2015 - مسلسل
مخرج